# Luka Menalo
Luka Menalo (Spalato, 22 luglio 1996) è un calciatore bosniaco, attaccante del Rijeka.

## Carriera

### Club
Cresciuto calcisticamente nelle giovanili del Čapljina, fa il suo esordio all'età di 17 anni, in prima squadra il 2 marzo 2014, nella partita vinta per 3-0 in casa contro il Kakanj.
Passa poi nell'estate 2014 al Široki Brijeg dove fa il suo esordio nella prima divisione bosniaca il 9 maggio 2015, nella sconfitta fuori casa per 5-3 contro il Čelik Zenica, dove tuttavia va anche a referto. In tre stagioni con il Siroki Brijeg raccoglie globalmente 91 presenze andando a segno 36 volte.
Nel giugno del 2018 viene ingaggiato dai croati della Dinamo Zagabria. Dopo appena sei mesi giocati con la maglia della Dinamo, passa in prestito fino al termine della stagione allo Slaven Belupo.
Nel luglio del 2019 viene ingaggiato sempre con la formula del prestito, dagli sloveni dell'Olimpia Lubiana.
Il 6 giugno 2020 realizza una doppietta nella vittoria in trasferta per 3-0 contro il Tabor Sežana.
Il 23 gennaio 2025 firma un contratto di due anni e mezzo con il Rijeka.

### Nazionale
Ha giocato alcune partite nell'Under-19 bosniaca e nella nazionale Under-21 bosniaca. Nel gennaio 2018, viene convocato per la prima volta in nazionale maggiore, dal CT. Robert Prosinečki per le due amichevoli in programma alla fine del mese contro Stati Uniti e Messico, giocando come titolare in entrambe le gare.
Il 7 settembre 2021, alla sesta presenza, realizza la sua prima rete con la selezione bosniaca nel pareggio per 2-2 contro il Kazakistan.

## Statistiche

### Presenze e reti nei club
Statistiche aggiornate al 6 giugno 2020.
| Stagione             | Squadra              | Campionato           | Campionato | Campionato | Coppe nazionali | Coppe nazionali | Coppe nazionali | Coppe continentali | Coppe continentali | Coppe continentali | Altre coppe | Altre coppe | Altre coppe | Totale | Totale |
| Stagione             | Squadra              | Comp                 | Pres       | Reti       | Comp            | Pres            | Reti            | Comp               | Pres               | Reti               | Comp        | Pres        | Reti        | Pres   | Reti   |
| -------------------- | -------------------- | -------------------- | ---------- | ---------- | --------------- | --------------- | --------------- | ------------------ | ------------------ | ------------------ | ----------- | ----------- | ----------- | ------ | ------ |
| 2013-2014            | Čapljina             | PL                   | 12         | 2          | CBE             | 0               | 0               | -                  | -                  | -                  | -           | -           | -           | 12     | 2      |
| 2014-2015            | Široki Brijeg        | PL                   | 4          | 2          | CBE             | 2               | 0               | -                  | -                  | -                  | -           | -           | -           | 6      | 2      |
| 2015-2016            | Široki Brijeg        | PL                   | 16         | 4          | CBE             | 4               | 4               | -                  | -                  | -                  | -           | -           | -           | 20     | 8      |
| 2016-2017            | Široki Brijeg        | PL                   | 28         | 10         | CBE             | 7               | 4               | UEL                | 2                  | 0                  | -           | -           | -           | 37     | 14     |
| 2017-2018            | Široki Brijeg        | PL                   | 23         | 12         | CBE             | 1               | 0               | UEL                | 4                  | 0                  | -           | -           | -           | 28     | 12     |
| Totale Široki Brijeg | Totale Široki Brijeg | Totale Široki Brijeg | 71         | 28         |                 | 14              | 8               |                    | 6                  | 0                  |             | -           | -           | 91     | 36     |
| 2018-gen. 2019       | Dinamo Zagabria      | 1.HNL                | 10         | 0          | CC              | 2               | 0               | UCL+UEL            | 0+0                | 0                  | -           | -           | -           | 12     | 0      |
| gen.-giu. 2019       | Slaven Belupo        | 1. HNL               | 12         | 0          | CC              | 0               | 0               | -                  | -                  | -                  | -           | -           | -           | 12     | 0      |
| 2019-2020            | Olimpia Lubiana      | 1. SNL               | 24         | 9          | CS              | 1               | 0               | UEL                | 4                  | 2                  | -           | -           | -           | 29     | 11     |
| Totale carriera      | Totale carriera      | Totale carriera      | 129        | 39         |                 | 17              | 8               |                    | 10                 | 2                  |             | -           | -           | 156    | 49     |

### Cronologia presenze e reti in nazionale
| Cronologia completa delle presenze e delle reti in nazionale ― Bosnia ed Erzegovina | Cronologia completa delle presenze e delle reti in nazionale ― Bosnia ed Erzegovina | Cronologia completa delle presenze e delle reti in nazionale ― Bosnia ed Erzegovina | Cronologia completa delle presenze e delle reti in nazionale ― Bosnia ed Erzegovina | Cronologia completa delle presenze e delle reti in nazionale ― Bosnia ed Erzegovina | Cronologia completa delle presenze e delle reti in nazionale ― Bosnia ed Erzegovina | Cronologia completa delle presenze e delle reti in nazionale ― Bosnia ed Erzegovina | Cronologia completa delle presenze e delle reti in nazionale ― Bosnia ed Erzegovina |
| Data                                                                                | Città                                                                               | In casa                                                                             | Risultato                                                                           | Ospiti                                                                              | Competizione                                                                        | Reti                                                                                | Note                                                                                |
| ----------------------------------------------------------------------------------- | ----------------------------------------------------------------------------------- | ----------------------------------------------------------------------------------- | ----------------------------------------------------------------------------------- | ----------------------------------------------------------------------------------- | ----------------------------------------------------------------------------------- | ----------------------------------------------------------------------------------- | ----------------------------------------------------------------------------------- |
| 28-1-2018                                                                           | Carson                                                                              | Stati Uniti                                                                         | 0 – 0                                                                               | Bosnia ed Erzegovina                                                                | Amichevole                                                                          | -                                                                                   | 84’                                                                                 |
| 31-1-2018                                                                           | San Antonio                                                                         | Messico                                                                             | 1 – 0                                                                               | Bosnia ed Erzegovina                                                                | Amichevole                                                                          | -                                                                                   | 66’                                                                                 |
| 27-3-2021                                                                           | Zenica                                                                              | Bosnia ed Erzegovina                                                                | 0 – 0                                                                               | Costa Rica                                                                          | Amichevole                                                                          | -                                                                                   | 80’                                                                                 |
| 2-6-2021                                                                            | Sarajevo                                                                            | Bosnia ed Erzegovina                                                                | 0 – 0                                                                               | Montenegro                                                                          | Amichevole                                                                          | -                                                                                   | 84’                                                                                 |
| 4-9-2021                                                                            | Zenica                                                                              | Bosnia ed Erzegovina                                                                | 1 – 0                                                                               | Kuwait                                                                              | Amichevole                                                                          | -                                                                                   | 61’                                                                                 |
| 7-9-2021                                                                            | Zenica                                                                              | Bosnia ed Erzegovina                                                                | 2 – 2                                                                               | Kazakistan                                                                          | Qual. Mondiali 2022                                                                 | 1                                                                                   | 68’                                                                                 |
| 13-11-2021                                                                          | Zenica                                                                              | Bosnia ed Erzegovina                                                                | 1 – 3                                                                               | Finlandia                                                                           | Qual. Mondiali 2022                                                                 | 1                                                                                   | 67’                                                                                 |
| 16-11-2021                                                                          | Zenica                                                                              | Bosnia ed Erzegovina                                                                | 0 – 2                                                                               | Ucraina                                                                             | Qual. Mondiali 2022                                                                 | -                                                                                   | 71’                                                                                 |
| 25-3-2022                                                                           | Zenica                                                                              | Bosnia ed Erzegovina                                                                | 0 – 1                                                                               | Georgia                                                                             | Amichevole                                                                          | -                                                                                   | 87’                                                                                 |
| 29-3-2022                                                                           | Zenica                                                                              | Bosnia ed Erzegovina                                                                | 1 – 0                                                                               | Lussemburgo                                                                         | Amichevole                                                                          | -                                                                                   | 66’                                                                                 |
| 4-6-2022                                                                            | Helsinki                                                                            | Finlandia                                                                           | 1 – 1                                                                               | Bosnia ed Erzegovina                                                                | UEFA Nations League 2022-2023 - 1º turno                                            | -                                                                                   | 57’                                                                                 |
| 11-6-2022                                                                           | Podgorica                                                                           | Montenegro                                                                          | 1 – 1                                                                               | Bosnia ed Erzegovina                                                                | UEFA Nations League 2022-2023 - 1º turno                                            | 1                                                                                   | 46’                                                                                 |
| 14-6-2022                                                                           | Zenica                                                                              | Bosnia ed Erzegovina                                                                | 3 – 2                                                                               | Finlandia                                                                           | UEFA Nations League 2022-2023 - 1º turno                                            | -                                                                                   |                                                                                     |
| 20-6-2023                                                                           | Zenica                                                                              | Bosnia ed Erzegovina                                                                | 0 – 2                                                                               | Lussemburgo                                                                         | Qual. Euro 2024                                                                     | -                                                                                   | 72’                                                                                 |
| 11-9-2023                                                                           | Reykjavík                                                                           | Islanda                                                                             | 1 – 0                                                                               | Bosnia ed Erzegovina                                                                | Qual. Euro 2024                                                                     | -                                                                                   | 82’                                                                                 |
| Totale                                                                              |                                                                                     | Presenze                                                                            | 15                                                                                  |                                                                                     | Reti                                                                                | 3                                                                                   |                                                                                     |

## Palmarès

### Club

#### Competizioni nazionali
- Coppa di Bosnia: 1

Široki Brijeg: 2016-2017
- Campionato croato: 2

Dinamo Zagabria: 2021-2022, 2022-2023
- Supercoppa di Croazia: 2

Dinamo Zagabria: 2022, 2023
- Campionato sloveno: 1

Celje: 2023-2024
- Coppa di Croazia: 1

Rijeka: 2024-2025

### Individuale
- Capocannoniere della Coppa di Croazia: 1

2020-2021 (6 reti)